# Ettore Andenna
Ettore Giovanni Andenna (Milano, 13 giugno 1946) è un conduttore televisivo, giornalista e politico italiano. Da europarlamentare ha redatto la normativa Televisione senza frontiere.

## Biografia

### Conduttore televisivo

Ettore Andenna nel 1979

Ha avuto una lunga carriera televisiva, ma il suo nome è associato soprattutto a due programmi: il gioco La bustarella, trasmesso dalla tv locale del nord Italia Antenna 3 Lombardia, e la produzione UER Giochi senza frontiere, che fu molto popolare in gran parte del mondo fra gli anni settanta e anni novanta, e di cui Andenna condusse per la Rai 12 edizioni di cui 7 estive, 3 natalizie e 2 invernali. La prima fu l'edizione natalizia del 1976, l'ultima fu l'edizione estiva del 1996, la prima con sede fissa. È stato anche commentatore di due edizioni dell'Eurovision Song Contest in cui ha partecipato l'Italia, nel 1993 e 1997, entrambe svoltesi in Irlanda.
Nel 1972 Ettore Andenna era già un celebre conduttore radiofonico dell'emittente Radio Monte Carlo. In quell'anno, Cino Tortorella decise di fargli un provino e lo scelse come conduttore della sua nuova trasmissione Scacco al re, che faceva parte della TV dei ragazzi del primo canale della Rai. L'anno successivo, e per ben tre edizioni, fu sempre Andenna a condurre quella che sarebbe diventata una delle trasmissioni di maggior successo della Tv dei ragazzi, ossia Il Dirodorlando. Il successo di quei programmi per i più giovani indusse la Motta a chiamare Andenna come testimonial per i telecomunicati del gelato Coppa dei Campioni (1974).
Qualche anno più tardi, con il nascere e l'affermarsi delle tv private, Andenna ebbe un grande successo come conduttore della trasmissione di Antenna 3 Lombardia Settimo Round, di Telemattina (la prima trasmissione televisiva mattutina d'Europa ) e de La bustarella. Quest'ultima trasmissione fu definita all'epoca da Silvio Berlusconi, quando era imprenditore televisivo, "La Cro-Magnon delle tv locali". Condusse anche il programma Classe di ferro, una sfida tra le migliori classi degli Istituti medi inferiori di tutt'Italia, sempre su Antenna 3 nel periodo 1977-1978.

Silvio Berlusconi ha scherzosamente ricordato parlando con Andenna degli esordi di Canale 5: 
Andenna ha collaborato con numerose altre emittenti, sia televisive che radiofoniche, tra le quali si ricorda Radio Monte Carlo. Fu pure direttore generale di Telemontecarlo, nel 1980.

### Parentesi di eurodeputato

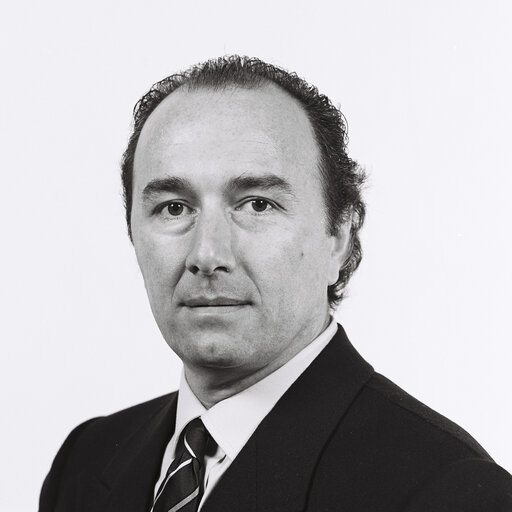
Ettore Andenna al Parlamento Europeo

Negli anni ottanta è stato europarlamentare, eletto col Partito Socialista Democratico Italiano, dove è stato membro della Commissione per il controllo di bilancio e della Delegazione per le relazioni con Malta, e membro sostituto della Commissione per la gioventù, la cultura, l'educazione, l'informazione e lo sport.
Ha proposto anche una direttiva sul finanziamento della comunicazione delle commissioni europee, anch'essa approvata dal Parlamento. Iscritto al gruppo socialista europeo, nel 1989 fece parte di Unità e Democrazia Socialista, la frazione dei socialdemocratici che rientrò nel Partito Socialista Italiano.

#### La direttiva "Televisione senza frontiere"
Ettore Andenna è stato il proponente della direttiva "Televisione senza frontiere", poi approvata dal Parlamento ed emanata dal Consiglio, che ha regolamentato l'emittenza comunitaria dando anche indicazioni in merito del diritto interno degli Stati membri. È significativo che il titolo stesso della direttiva ricalchi quello della trasmissione più popolare di cui era presentatore.
Nell'ottobre del 2006 il ministro delle comunicazioni Paolo Gentiloni ha preso atto dei rilievi dell'Unione europea sulla legge Gasparri che non rispettava, secondo gli organi europei né la lettera né lo spirito della direttiva e ha elaborato un testo di riforma conforme alle linee guida elaborate, a suo tempo, dal Parlamento europeo.

### Ritorno in televisione e periodo "buio"
Conclusa la parentesi in politica, Andenna è tornato alla conduzione di Giochi senza frontiere, di cui ha fortemente voluto il ritorno, dalla puntata speciale di Macao del 1990 alla prima edizione in sede fissa del 1996, di cui conservava lo spirito di strumento per affratellare i popoli europei. In tal senso anche il commento dell'Eurovision Song Contest nel 1993 e 1997. Da questo punto di vista è significativo che la partecipazione ai giochi di "nuove" nazioni, quali Malta o i paesi dell'Est, abbia preceduto l'allargamento dell'Unione.
Nel 1998 presentò su Rete 4 il concorso di bellezza Stelle del Mediterraneo assieme a Katia Noventa. Rimase poi legato a Mediaset per la presentazione di alcune telepromozioni.
Nel 2005 è tornato sugli schermi di Antenna 3 conducendo la trasmissione televisiva Telemattina, e l'anno dopo con La Bustarella, 23 anni dopo l'ultima puntata andata in onda nel giugno del 1984. Il nome è stato cambiato in Gran Bustarella Show e il giorno di trasmissione era il sabato sera. Il ritorno fu però effimero: dopo 13 puntate lo spettacolo fu sospeso. "Non so se sono il più giovane della vecchia guardia o il più vecchio della nuova guardia, vivo in una sorta di limbo": con queste parole Andenna, in un'intervista del settembre 2005, ha parlato della sua posizione. Andenna è considerato dagli esperti di storia della televisione uno dei padri nobili della televisione libera italiana al pari degli amici/colleghi Renzo Villa, Enzo Tortora, Cino Tortorella, "Peppo" Sacchi.
Aveva così scritto un toccante post sul forum di Aldo Grasso, nel quale si lamentava:
In seguito è stato ospite di varie trasmissioni tv. Dopo essersi “ritirato” fra le colline del Monferrato occupandosi di pollicoltura, dal primo aprile 2019 conduce su Milano Pavia Tv il programma mattutino quotidiano Buongiorno. Nel luglio 2019 l'Associazione culturale "Amici di Mario Berrino" di Ispra, (VA) gli conferisce il Premio alla carriera che sarà assegnato il 15 settembre 2019 sulla cittadina del Lago Maggiore. Dal 2021 conduce i programmi Top secret (precedentemente condotto da Corrado Tedeschi) e Mosche su Sky Canale 511.

## Vita privata
Andenna, poliglotta e laureato in scienze della comunicazione, è sposato con Diana Scapolan, a suo tempo vincitrice di noti concorsi di bellezza (Miss Europa e Miss Cinema Italia nel 1973) ed ex valletta di uno dei suoi show, con cui ha avuto quattro figli.

## Programmi TV
- Scacco al re (Programma Nazionale, 1972-1973)
- Il Dirodorlando (Programma Nazionale, 1973-1975)
- Lui Lei l'altro e il liscio (Rete 1, 1975-1976)
- Giochi sotto l'albero (Rete 2, 1977)
- Questa pazza pazza neve (Rete 2, 1977-1978, 1992)
- Giochi senza frontiere (Rete 2, 1978; Rai 1, 1991-1996)
- Settimo Round (Antenna 3 Lombardia, 1978)
- La bustarella (Antenna 3 Lombardia, 1978-1984)
- Il Napoleone (Antenna 3 Lombardia, 1979-1980)
- Scusi, le faccio un assegno? (Telemontecarlo, 1981)
- Via col tempo (Telemontecarlo, 1981)
- Classe di Ferro (Antenna 3 Lombardia, 1981)
- Telemattina (Antenna 3 Lombardia, 1979-1980, 2004; Telemontecarlo, 1980-1981)
- Caccia alla volpe (Canale 31, 1984)
- Catalogo Tv (GRP, 1984-1985)
- Montecitorio (Rete A, 1984-1985)
- Un gioiello tira l'altro (Rete A, 1985)
- Affarefatto, gioco a quiz (Antenna 3 Lombardia, 1986)
- La modella per l'arte (Rai 1, 1990)
- Sanremo Libertà (Rai 1, 1990)
- Top 90 (Rai 1, 1990)
- Galà Valanga Azzurra (Rai 3, 1992)
- E il gioco continua (Rai 1, 1992)
- Eurofestival (Rai 1, 1993, 1997)
- Sanremo in fiore (Rai 1, 1994)
- Mediterranea - Una notte per il Mediterraneo tra musiche, danze e colori (Rai 3, 1995)
- Trenta ore per la vita (Reti Mediaset, 1996) Inviato
- Stelle del Mediterraneo (Rete 4, 1998-1999)
- Buongiorno (Milano Pavia Tv, 2019)
- Top Secret (Sky Canale 511, dal 2021)

## Radio
- Gran Gioco dell'estate (Raiomontecarlo, 1975)
- Decisamente... maschile (RadioMontecarlo, 1977)
- Da uomo a uomo (RadioMontecarlo, 1977)
- Anteprimadisco (Rai RadioDue, 1979)
- Transeuropaexspress (Rai RadioDue, 1983)
- Radiocomando (Rai RadioUno, 1984)